# گروه بوتیل
گروه بوتیل در شیمی آلی عبارت است از یک رادیکال آزاد آلکیل چهار کربنه یا یک گروه جانشینی با فرمول شیمیایی کلی −C4H9 که می‌تواند از یکی از همپارهای بوتان به‌دست آمده باشد.

## همپارها
همپار ان-بوتان می‌تواند به دو روش پیوند بخورد و دو گروه -بوتیل به‌دست دهد:
- اگر از راه یکی از اتم‌های کربن خارجی پیوند بخورد، بوتیل معمولی یا ان-بوتیل خواهیم داشت: CH3−CH2−CH2−CH2− (نامگذاری سیستماتیک: بوتیل)
- اگر از راه یکی از کربن‌های داخلی پیوند بخورد به آن بوتیل درجه دوم یا سِک-بوتیل گفته می‌شود:CH3−CH2−CH(CH3)− (نامگذاری سیستماتیک: ۱-متیل‌پروپیل)

همپار دوم بوتان هم می‌تواند به دو روش پیوند بخورد:
- اگر در یکی از کربن‌های خارجی (ترمینال) پیوند بخورد به آن ایزوبوتیل گفته می‌شود: (CH3)2CH−CH2− (نامگذاری سیستماتیک: ۲-متیل‌پروپیل)
- اگر در یک کربن مرکزی پیوند بخورد به آن ترتیاری بوتیل، ترت-بوتیل یا تی-بوتیل گفته می‌شود: (CH3)3C− (نامگذاری سیستماتیک: ۱٬۱-دی‌متیل‌اتیل)

## نمونه‌ها
| butyl acetate | sec-butyl acetate | isobutyl acetate | tert-butyl acetate |
| بوتیل استات   | سِک-بوتیل استات    | ایزوبوتیل استات  | ترت-بوتیل استات    |

| فرمول اسکلتی | نام عمومی | نام آیوپاک ترجیحی | نامگذاری قدیمی | مفهوم جایگزین      |
| ------------ | --------- | ----------------- | -------------- | ------------------ |
|              | ان-بوتیل  | بوتیل             | بوتیل          | بوتان-۱-ایل        |
|              | سک-بوتیل  | بوتان-۲-ایل       | ۱-متیل‌پروپیل   | بوتان-۲-ایل        |
|              | ایزوبوتیل | ۲-متیل‌پروپیل      | ۲-متیل‌پروپیل   | ۲-متیل‌پروپان-۱-ایل |
|              | ترت-بوتیل | ترت-بوتیل         | ۱٬۱-دی‌متیل‌اتیل | ۲-متیل‌پروپان-۲-ایل |